# Cycnidolon apicale
Cycnidolon apicale là một loài bọ cánh cứng trong họ Cerambycidae.